# Thapathana
Thapathana (en népalais : थापाठाना) est un comité de développement villageois du Népal situé dans le district de Parbat. Au recensement de 2011, il comptait 2 969 habitants.